# WTA-seizoen 2006

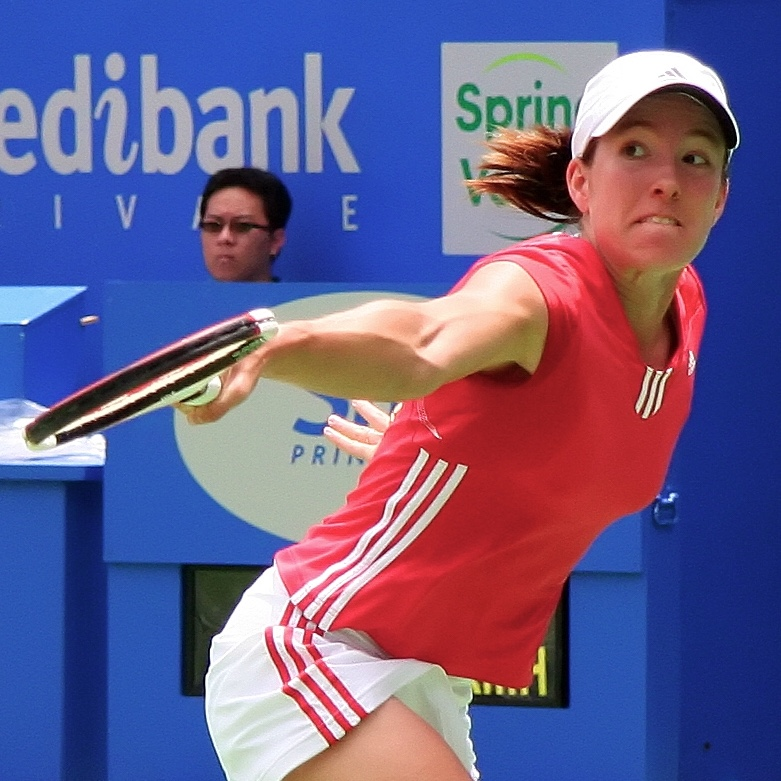
Winnares van de meeste enkelspeltitels, Justine Henin-Hardenne

De WTA organiseerde in het seizoen 2006 onderstaande tennistoernooien.

## Winnaressen enkelspel met meer dan twee titels
| speelster              | aantal titels |
| ---------------------- | ------------- |
| Justine Henin-Hardenne | 6             |
| Nadja Petrova          | 5             |
| Maria Sjarapova        | 5             |
| Amélie Mauresmo        | 4             |
| Marion Bartoli         | 3             |
| Kim Clijsters          | 3             |
| Svetlana Koeznetsova   | 3             |
| Shahar Peer            | 3             |

## WTA-toernooikalender 2006
| startdatum hoofdtoernooi | officiële naam van het toernooi | land, stad                          | cat.     | ($)       | ondergrond        | winnares enkelspel      |         |
| ------------------------ | ------------------------------- | ----------------------------------- | -------- | --------- | ----------------- | ----------------------- | ------- |
| 2006-01-02               | Australian Women's HC           | Australië, Gold Coast               | Tier III | 175.000   | hardcourt, buiten | Lucie Šafářová          | details |
| 2006-01-02               | ASB Classic                     | Nieuw-Zeeland, Auckland             | Tier IV  | 145.000   | hardcourt, buiten | Marion Bartoli          | details |
| 2006-01-09               | Medibank International          | Australië, Sydney                   | Tier II  | 600.000   | hardcourt, buiten | Justine Henin-Hardenne  | details |
| 2006-01-09               | Moorilla International          | Australië, Hobart                   | Tier IV  | 145.000   | hardcourt, buiten | Michaëlla Krajicek      | details |
| 2006-01-09               | Women's Classic                 | Australië, Canberra                 | Tier IV  | 145.000   | hardcourt, buiten | Anabel Medina Garrigues | details |
| 2006-01-16               | Australian Open                 | Australië, Melbourne                | G.S.     | 6.137.580 | hardcourt, buiten | Amélie Mauresmo         | details |
| 2006-01-30               | Toray Pan Pacific Open          | Japan, Tokio                        | Tier I   | 1.340.000 | tapijt, binnen    | Jelena Dementjeva       | details |
| 2006-02-06               | Open Gaz de France              | Frankrijk, Parijs                   | Tier II  | 600.000   | tapijt, binnen    | Amélie Mauresmo         | details |
| 2006-02-06               | Pattaya Women's Open            | Thailand, Pattaya                   | Tier IV  | 170.000   | hardcourt, buiten | Shahar Peer             | details |
| 2006-02-13               | Bangalore Open                  | India, Bangalore                    | Tier III | 175.000   | hardcourt, buiten | Mara Santangelo         | details |
| 2006-02-13               | Proximus Diamond Games          | België, Antwerpen                   | Tier II  | 600.000   | tapijt, binnen    | Amélie Mauresmo         | details |
| 2006-02-20               | Cellular South Cup              | Verenigde Staten, Memphis           | Tier III | 175.000   | hardcourt, binnen | Sofia Arvidsson         | details |
| 2006-02-20               | Copa Colsanitas                 | Colombia, Bogota                    | Tier III | 175.000   | gravel, buiten    | Lourdes Domínguez Lino  | details |
| 2006-02-20               | Duty Free Women's Open          | Verenigde Arabische Emiraten, Dubai | Tier II  | 1.000.000 | hardcourt, buiten | Justine Henin-Hardenne  | details |
| 2006-02-27               | Abierto Mexicano HSBC           | Mexico, Acapulco                    | Tier III | 180.000   | gravel, buiten    | Anna-Lena Grönefeld     | details |
| 2006-02-27               | Qatar Total Open                | Qatar, Doha                         | Tier II  | 600.000   | hardcourt, buiten | Nadja Petrova           | details |
| 2006-03-06               | Pacific Life Open               | Verenigde Staten, Indian Wells      | Tier I   | 2.100.000 | hardcourt, buiten | Maria Sjarapova         | details |
| 2006-03-20               | Nasdaq-100 Open                 | Verenigde Staten, Miami             | Tier I   | 3.450.000 | hardcourt, buiten | Svetlana Koeznetsova    | details |
| 2006-04-03               | Bausch & Lomb Champ's           | Verenigde Staten, Amelia Island     | Tier II  | 600.000   | gravel, buiten    | Nadja Petrova           | details |
| 2006-04-10               | Family Circle Cup               | Verenigde Staten, Charleston        | Tier I   | 1.340.000 | gravel, buiten    | Nadja Petrova           | details |
| 2006-05-01               | J&S Cup                         | Polen, Warschau                     | Tier II  | 600.000   | gravel, buiten    | Kim Clijsters           | details |
| 2006-05-01               | Estoril Open                    | Portugal, Estoril                   | Tier IV  | 145.000   | gravel, buiten    | Zheng Jie               | details |
| 2006-05-08               | ECM Open                        | Tsjechië, Praag                     | Tier IV  | 145.000   | gravel, buiten    | Shahar Peer             | details |
| 2006-05-08               | Qatar Telecom German Open       | Duitsland, Berlijn                  | Tier I   | 1.340.000 | gravel, buiten    | Nadja Petrova           | details |
| 2006-05-15               | GP de SAR Pr. Lalla Meryem      | Marokko, Rabat                      | Tier IV  | 145.000   | gravel, buiten    | Meghann Shaughnessy     | details |
| 2006-05-15               | Internazionali d'Italia         | Italië, Rome                        | Tier I   | 1.340.000 | gravel, buiten    | Martina Hingis          | details |
| 2006-05-22               | Internationaux de Strasbourg    | Frankrijk, Straatsburg              | Tier III | 175.000   | gravel, buiten    | Nicole Vaidišová        | details |
| 2006-05-22               | Istanbul Cup                    | Turkije, Istanbul                   | Tier III | 200.000   | gravel, buiten    | Shahar Peer             | details |
| 2006-05-29               | Roland Garros                   | Frankrijk, Parijs                   | G.S.     | 6.747.626 | gravel, buiten    | Justine Henin-Hardenne  | details |
| 2006-06-12               | DFS Classic                     | Verenigd Koninkrijk, Birmingham     | Tier III | 200.000   | gras, buiten      | Vera Zvonarjova         | details |
| 2006-06-19               | Ordina Open                     | Nederland, Rosmalen                 | Tier III | 175.000   | gras, buiten      | Michaëlla Krajicek      | details |
| 2006-06-19               | Hastings Direct Int'l Champ's   | Verenigd Koninkrijk, Eastbourne     | Tier II  | 600.000   | gras, buiten      | Justine Henin-Hardenne  | details |
| 2006-06-26               | Wimbledon                       | Verenigd Koninkrijk, Londen         | G.S.     | 6.743.737 | gras, buiten      | Amélie Mauresmo         | details |
| 2006-07-18               | Western & Southern Open         | Verenigde Staten, Cincinnati        | Tier III | 175.000   | hardcourt, buiten | Vera Zvonarjova         | details |
| 2006-07-18               | Internazionali Femminili        | Italië, Palermo                     | Tier IV  | 145.000   | gravel, buiten    | Anabel Medina Garrigues | details |
| 2006-07-25               | Bank of the West Classic        | Verenigde Staten, Stanford          | Tier II  | 600.000   | hardcourt, buiten | Kim Clijsters           | details |
| 2006-07-25               | Budapest Grand Prix             | Hongarije, Boedapest                | Tier IV  | 145.000   | gravel, buiten    | Anna Smashnova          | details |
| 2006-07-31               | Acura Classic                   | Verenigde Staten, San Diego         | Tier I   | 1.340.000 | hardcourt, buiten | Maria Sjarapova         | details |
| 2006-08-08               | Nordea Nordic Light Open        | Zweden, Stockholm                   | Tier IV  | 145.000   | hardcourt, buiten | Zheng Jie               | details |
| 2006-08-08               | JPMorgan Chase Open             | Verenigde Staten, Los Angeles       | Tier II  | 600.000   | hardcourt, buiten | Jelena Dementjeva       | details |
| 2006-08-15               | Rogers Cup                      | Canada, Montréal                    | Tier I   | 1.340.000 | hardcourt, buiten | Ana Ivanović            | details |
| 2006-08-22               | Pilot Pen Tennis                | Verenigde Staten, New Haven         | Tier II  | 600.000   | hardcourt, buiten | Justine Henin-Hardenne  | details |
| 2006-08-22               | Women's Tennis Classic          | Verenigde Staten, Forest Hills      | Tier IV  | 74.800    | hardcourt, buiten | Meghann Shaughnessy     | details |
| 2006-08-29               | US Open                         | Verenigde Staten, New York          | G.S.     | 8.332.000 | hardcourt, buiten | Maria Sjarapova         | details |
| 2006-09-11               | Wismilak International          | Indonesië, Bali                     | Tier III | 225.000   | hardcourt, buiten | Svetlana Koeznetsova    | details |
| 2006-09-18               | Banka Koper Slovenia Open       | Slovenië, Portorož                  | Tier IV  | 145.000   | hardcourt, buiten | Tamira Paszek           | details |
| 2006-09-18               | China Open                      | China, Peking                       | Tier II  | 600.000   | hardcourt, buiten | Svetlana Koeznetsova    | details |
| 2006-09-18               | Sunfeast Open                   | India, Calcutta                     | Tier III | 175.000   | hardcourt, binnen | Martina Hingis          | details |
| 2006-09-25               | Fortis Championships            | Luxemburg, Luxemburg                | Tier II  | 600.000   | hardcourt, binnen | Aljona Bondarenko       | details |
| 2006-09-25               | Intern'l Women's Open           | China, Guangzhou                    | Tier III | 175.000   | hardcourt, buiten | Anna Tsjakvetadze       | details |
| 2006-09-25               | Hansol Korea Champ's            | Zuid-Korea, Seoel                   | Tier IV  | 145.000   | hardcourt, buiten | Eléni Daniilídou        | details |
| 2006-10-02               | AIG Japan Open                  | Japan, Tokio                        | Tier III | 175.000   | hardcourt, buiten | Marion Bartoli          | details |
| 2006-10-02               | Porsche Tennis Grand Prix       | Duitsland, Stuttgart                | Tier II  | 650.000   | hardcourt, binnen | Nadja Petrova           | details |
| 2006-10-02               | Tashkent Open                   | Oezbekistan, Tasjkent               | Tier IV  | 145.000   | hardcourt, buiten | Sun Tiantian            | details |
| 2006-10-09               | Kremlin Cup                     | Rusland, Moskou                     | Tier I   | 1.340.000 | tapijt, binnen    | Anna Tsjakvetadze       | details |
| 2006-10-09               | PTT Open                        | Thailand, Bangkok                   | Tier III | 200.000   | hardcourt, buiten | Vania King              | details |
| 2006-10-16               | Zürich Open                     | Zwitserland, Zürich                 | Tier I   | 1.340.000 | hardcourt, binnen | Maria Sjarapova         | details |
| 2006-10-24               | Generali Ladies Linz            | Oostenrijk, Linz                    | Tier II  | 600.000   | hardcourt, binnen | Maria Sjarapova         | details |
| 2006-10-30               | Bell Challenge                  | Canada, Québec                      | Tier III | 175.000   | tapijt, binnen    | Marion Bartoli          | details |
| 2006-10-30               | Gaz de France Stars             | België, Hasselt                     | Tier III | 175.000   | tapijt, binnen    | Kim Clijsters           | details |
| 2006-11-06               | WTA Championships               | Spanje, Madrid                      | WTA      | 3.000.000 | hardcourt, binnen | Justine Henin-Hardenne  | details |

## Primeurs
Speelsters die in 2006 hun eerste WTA-enkelspeltitel wonnen:
- Marion Bartoli (Frankrijk) in Auckland, Nieuw-Zeeland
- Shahar Peer (Israël) in Pattaya, Thailand
- Mara Santangelo (Italië) in Bangalore, India
- Sofia Arvidsson (Zweden) in Memphis, TN, VS
- Lourdes Domínguez Lino (Spanje) in Bogota, Colombia
- Anna-Lena Grönefeld (Duitsland) in Acapulco, Mexico
- Tamira Paszek (Oostenrijk) in Portorož, Slovenië
- Aljona Bondarenko (Oekraïne) in Luxemburg
- Anna Tsjakvetadze (Rusland) in Guangzhou, China
- Sun Tiantian (China) in Tasjkent, Oezbekistan
- Vania King (VS) in Bangkok, Thailand

## Bron
- (en)  Archief van de WTA

1971 · 1972 · 1973 · 1974 · 1975 · 1976 · 1977 · 1978 · 1979 · 1980 · 1981 · 1982 · 1983 · 1984 · 1985 · 1986 · 1987 · 1988 · 1989 · 1990 · 1991 · 1992 · 1993 · 1994 · 1995 · 1996 · 1997 · 1998 · 1999 · 2000 · 2001 · 2002 · 2003 · 2004 · 2005 · 2006 · 2007 · 2008 · 2009 · 2010 · 2011 · 2012 · 2013 · 2014 · 2015 · 2016 · 2017 · 2018 · 2019 · 2020 · 2021 · 2022 · 2023 · 2024 · 2025